# Tryptyk Ukrzyżowania
Tryptyk Ukrzyżowania – przykład późnogotyckiego malarstwa tablicowego w Niderlandach, dzieło jednego z głównych reprezentantów gotyckiego realizmu - Rogiera van der Weydena. Dzieło zostało wykonane około 1445 r. Obecnie znajduje się w zbiorach Kunsthistorishes Museum w Wiedniu.
Jest to tryptyk o wymiarach 101 x 70 cm (obraz środkowy), 101 x 35 cm (skrzydła boczne). Obrazy są malowane na desce dębowej techniką olejną. Centralna część przedstawia Grupę Ukrzyżowania, pośrodku Jezusa na krzyżu, u stóp którego klęczy Maria podtrzymywana przez Jana Ewangelistę. Po prawej strony klęczy para fundatorów w dworskich strojach. Nie udało się ściśle zidentyfikować tej pary dworzan. W skrzydłach bocznych zostały namalowane postaci Marii Magdaleny z puszką olejów i Św. Weroniki trzymającą veraiconę. Ponad świętymi unoszą się anioły utrzymane w całości w jednolitej granatowej tonacji barwnej. Tło tworzy namalowany w zielonych tonacjach rozległy krajobraz pełen pagórków, skalnych rozpadlin oraz pojedynczych drzew. Linia horyzontu zasłonięta jest po prawej stronie widokiem miasta z malowniczymi obwarowaniami. Tło lewego skrzydła urozmaica widok zamku. Oświetlony światłem słonecznym krajobraz jest scalony, niezależnie od ramowego podziału tryptyku.
Atmosferę poszczególnych scen ożywia lekki wiatr, który porusza dynamicznie draperie szat, czego dominantą z pewnością są unoszące się materiały perizonium opasające biodra Chrystusa, co prawem kontrastu podkreśla rozpaczliwą sztywność ciała już martwego Mesjasza. Uwagę zwraca bardzo silna ostrość obrazu umożliwiająca obserwację najdrobniejszych detali, eksponująca wyrazy twarzy. Od strony kolorystycznej, występuje tu przewaga intensywnych barw. Prawo kontrastu również występuje w kolorystyce szat. Artysta zestawił mocny błękit szat Marii z czerwienią odzienia Św. Jana. Czarne szaty i czerwoną suknię Marii Magdaleny zasłania długi zielonkawo-granatowy welon. Stanowi to odwrotność wobec barw ubioru Weroniki, widoczną ciemną suknię zasłaniają niemal całkowicie wierzchnie szaty utrzymane w ostrych czerwieniach. Płacząca Maria Magdalena skrywa swoją twarz. Święta Weronika podobnie jak Maryja ma głowę nakrytą białym welonem, jej strój nacechowany jest dworską elegancją, którą odznaczają się też wpisani w biblijny wątek klęczący fundatorzy. Wreszcie Maryja - została umieszczona w miejscu, które w tym typie ikonograficznym zazwyczaj zajmuje Maria Magdalena. Maryja obejmująca ramionami krzyż jest przepełniona boleścią i mocno poruszona faktem odejścia Zbawiciela ze świata ziemskiego, który w tym tryptyku emanuje słoneczną atmosferą, budowaną przez błękitne niebo z drobnymi obłokami chmur.